# Nociglia
Nociglia – miejscowość i gmina we Włoszech, w regionie Apulia, w prowincji Lecce.
Według danych na rok 2004 gminę zamieszkiwało 2659 osób, 265,9 os./km².